# Cañizares
Cañizares là một đô thị trong tỉnh Cuenca, cộng đồng tự trị Castile-La Mancha Tây Ban Nha. Đô thị này có diện tích là 76,34 ki-lô-mét vuông, dân số năm 2009 là 559 người với mật độ 7,32 người/km². Đô thị này có cự ly 60 km so với tỉnh lỵ Cuenca.